# Naissance en 967
Naissance
- 963
- 964
- 965
- 966
- 967
- 968
- 969
- 970
- 971

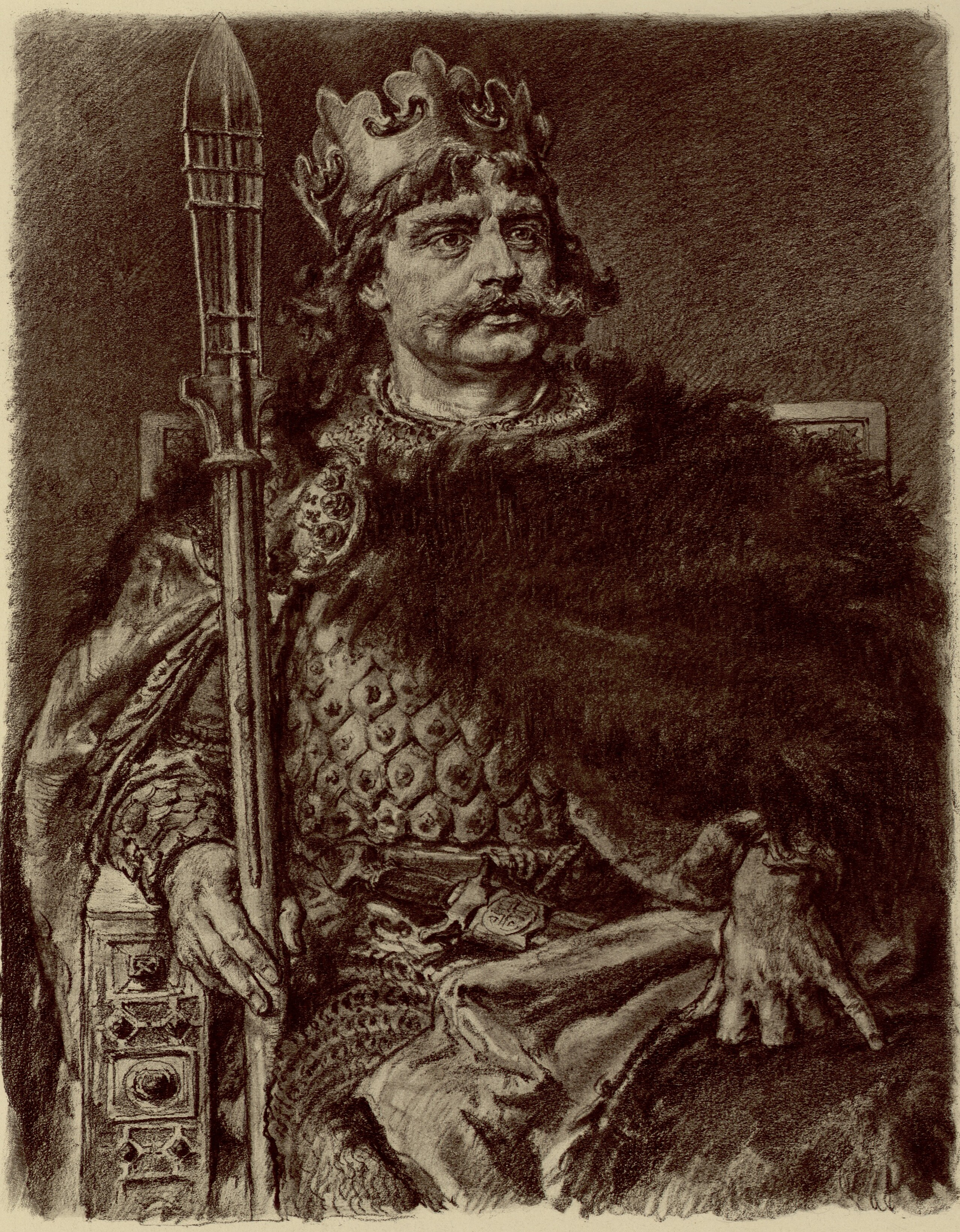
Boleslas Ier le Vaillant né en 967.

Cette page dresse une liste de personnalités nées au cours de l'année 967 :
- 7 décembre : Abu Sa'id Ibn Abu al-Khayr, mystique et poète persan[1].

- Boleslas Ier le Vaillant, premier roi de Pologne.
- Louis V, roi des Francs.

date incertaine (vers 967)
- Gothelon Ier de Lotharingie, marquis d'Anvers, puis duc de Basse-Lotharingie (1023-1044) et duc de Haute-Lotharingie.
- Louis V le Fainéant, roi des Francs.

## Crédit d'auteurs
- Cet article est partiellement ou en totalité issu de l'article intitulé « 967 » (voir la liste des auteurs).